# Фађет (Алба)
Фађет (рум. Făget) насеље је у Румунији у округу Алба у општини Ваља Лунга. Oпштина се налази на надморској висини од 359 m.

## Становништво
Према подацима из 2002. године у насељу је живело 58 становника, од којих су сви румунске националности.